# 千本イチョウ

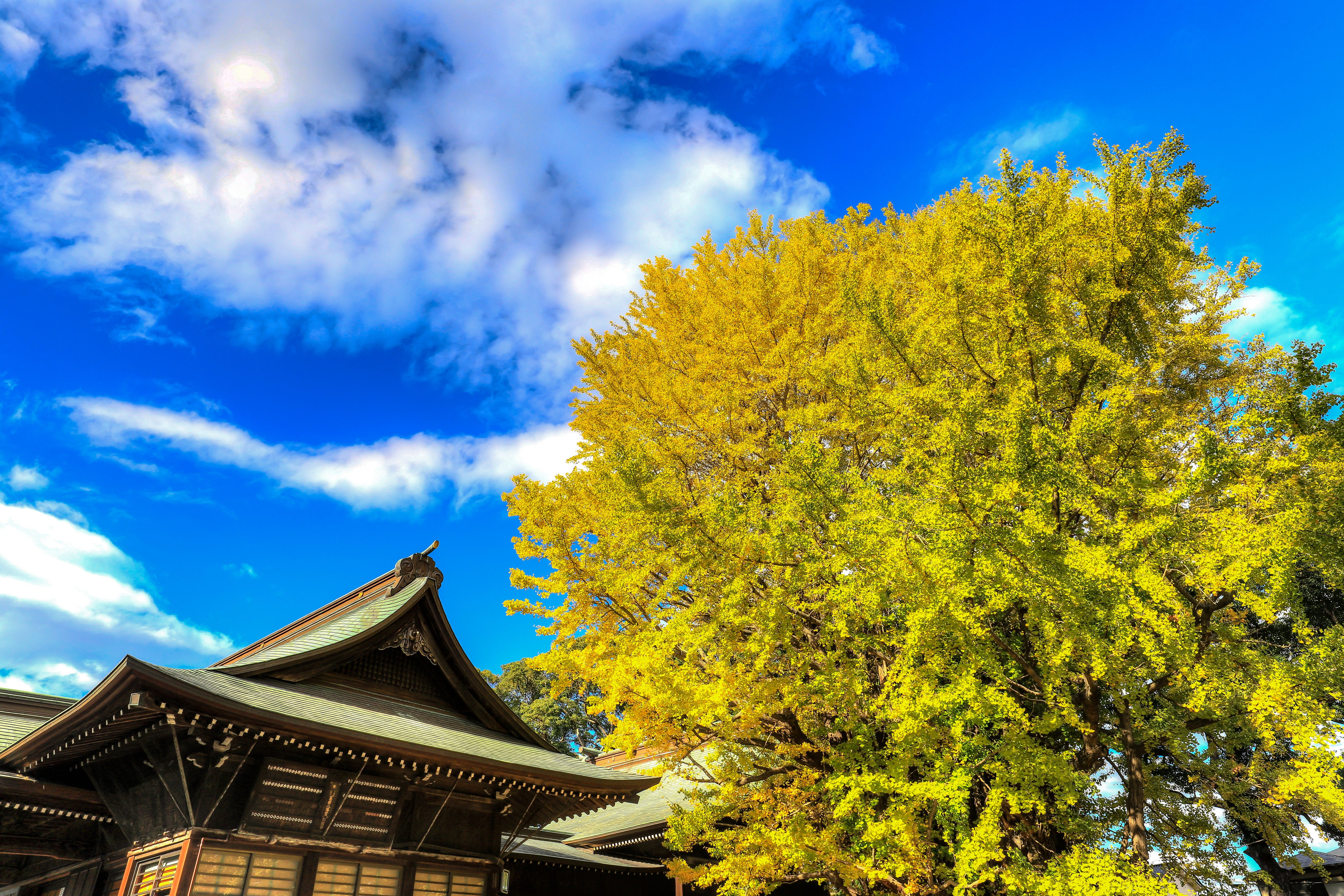
千本イチョウと葛飾八幡宮社殿。2017年11月19日撮影。

千本イチョウ（せんぼんイチョウ）は、千葉県市川市八幡の葛飾八幡宮境内にある国の天然記念物に指定されたイチョウの巨樹である。
葛飾八幡宮社殿に隣接して生育する当八幡宮の御神木であり、推定される樹齢は1200年を超えると伝えられている。市川市のホームページや現地案内板などでは「千本公孫樹」と漢字で表記されることもあるが、文化庁による指定名称は「千本イチョウ」である。日本全国に20件ある国の天然記念物に指定されたイチョウの1つであり、1931年（昭和6年）2月20日に国の天然記念物に指定された。

## 解説
千本イチョウは市川市役所にほど近い葛飾八幡宮の境内、社殿の東側に隣接して生育している。当神社のご神木として、主幹には注連縄が廻らされ、根元の周囲は瑞垣で囲まれるなど大切に保護保全されており、1950年（昭和25年）1月8日に本樹を視察した植物学者の本田正次によれば、これらの柵は第二次世界大戦時に出された金属類回収令でも回収されることなく、また立札等も完全に残されており、天然記念物としての保護が完全に行われていたという。
イチョウは雌雄異株であるが、千本イチョウは雄木（雄株）であり銀杏は付けない。樹高約23メートル、根元の周囲約10.2メートル、目通り幹囲は約10.8メートルであり、根元よりも上部のほうが太い。枝張りは東側へ約12.3メートル、南側へ約12メートルであるが、西側と北側は社殿に接しているため枝張りはほとんどない。
市川市教育委員会が現地に設置した解説版によれば、推定樹齢は1200年を超えるといわれており、正確な年代は不明であるが、過去に起きた落雷によって地上約6メートルの高さのところで主幹が折れてしまい、その後、根元の周囲から多数の枝が長い年月をかけて成長したため、折れてしまった主幹の回りを大小無数の枝が隙間なくびっしりと囲むような樹形になり、千本イチョウ（千本公孫樹）と呼ばれるようになったという。
所在する葛飾八幡宮は下総国総鎮守として長い歴史があり、その御神木である千本イチョウも古くから人々に知られた著名な名木で、江戸時代後期の1836年（天保7年）に、斎藤月岑が刊行した地誌の『江戸名所図会』や、1846年（弘化3年）の『下総名勝図絵』にも記されており、このうち『江戸名所図会』の7巻、葛飾八幡宮の項では次のように記されている。

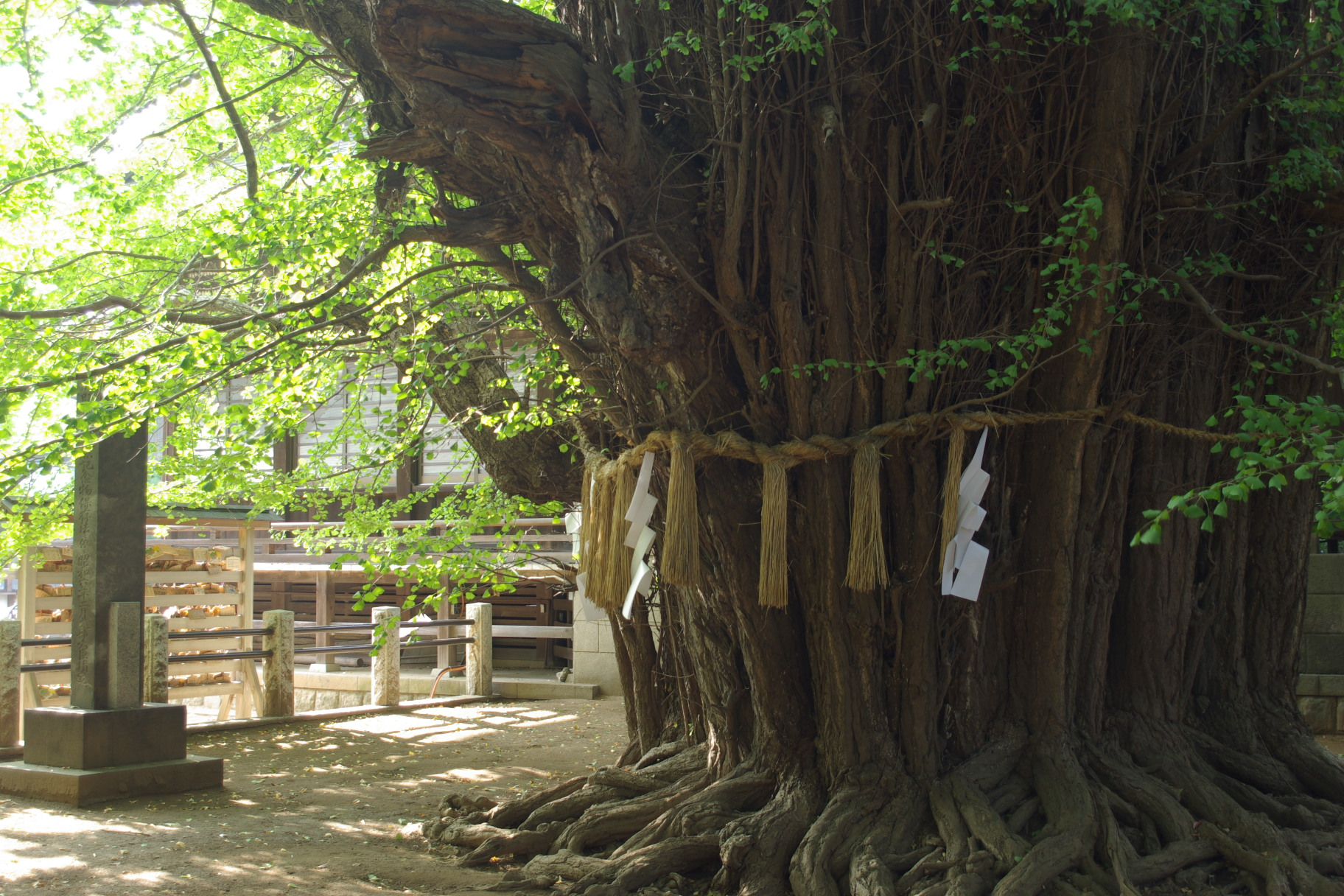
千本イチョウの注連縄と天然記念物指定石碑。2019年9月8日撮影。

葛飾八幡宮周辺は下総台地西南縁と東京湾の間に形成された浜堤平野の平坦部にあって、江戸時代後期の頃は千本イチョウも、かなり遠方からも望むことができ、目立っていたと考えられるが、今日では市川市街地のほぼ中心部にあって、周辺は高層の建造物が建ち並び高度に都市化しているため、遠くから見渡すことができなくなっている。

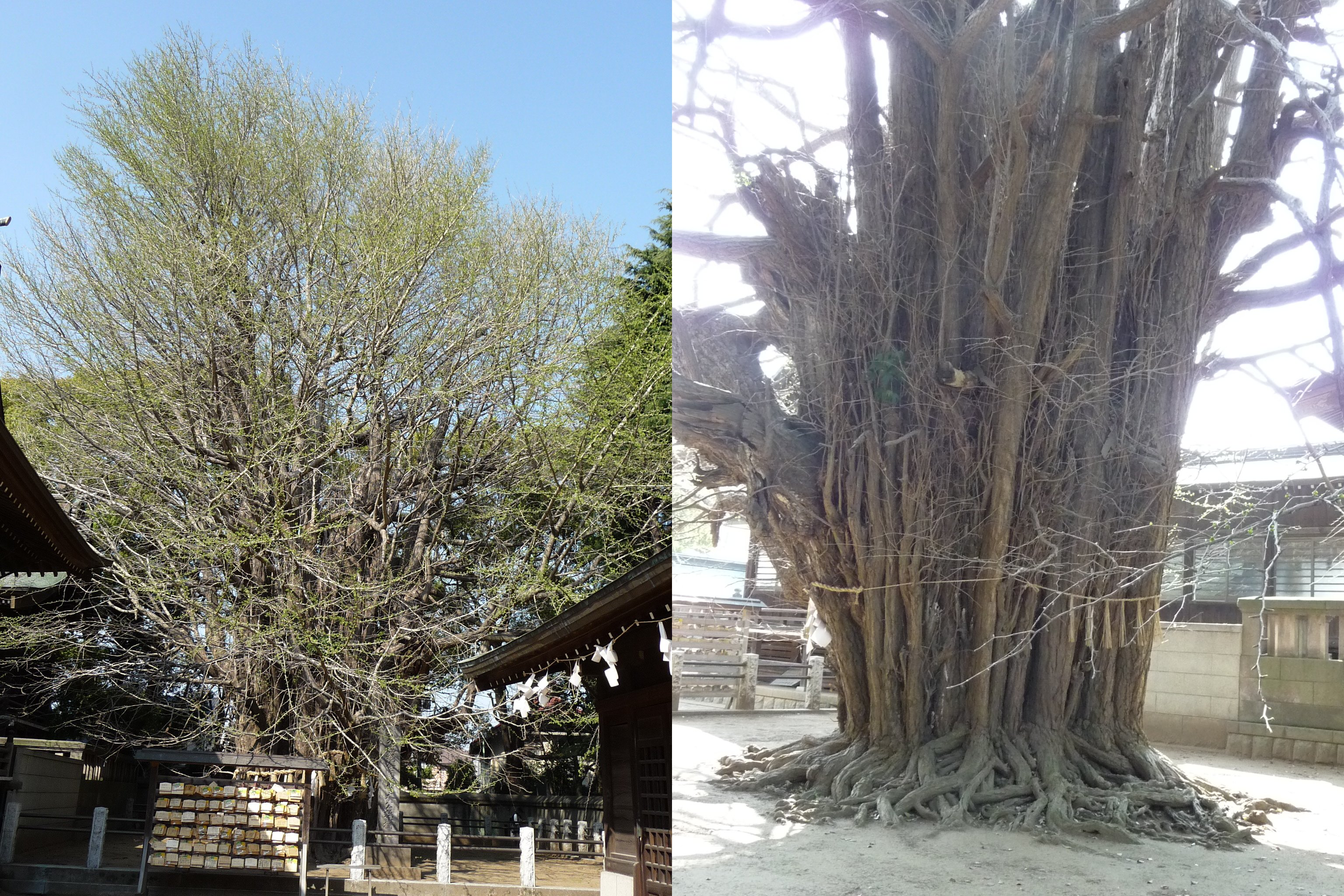
全景と根回り。
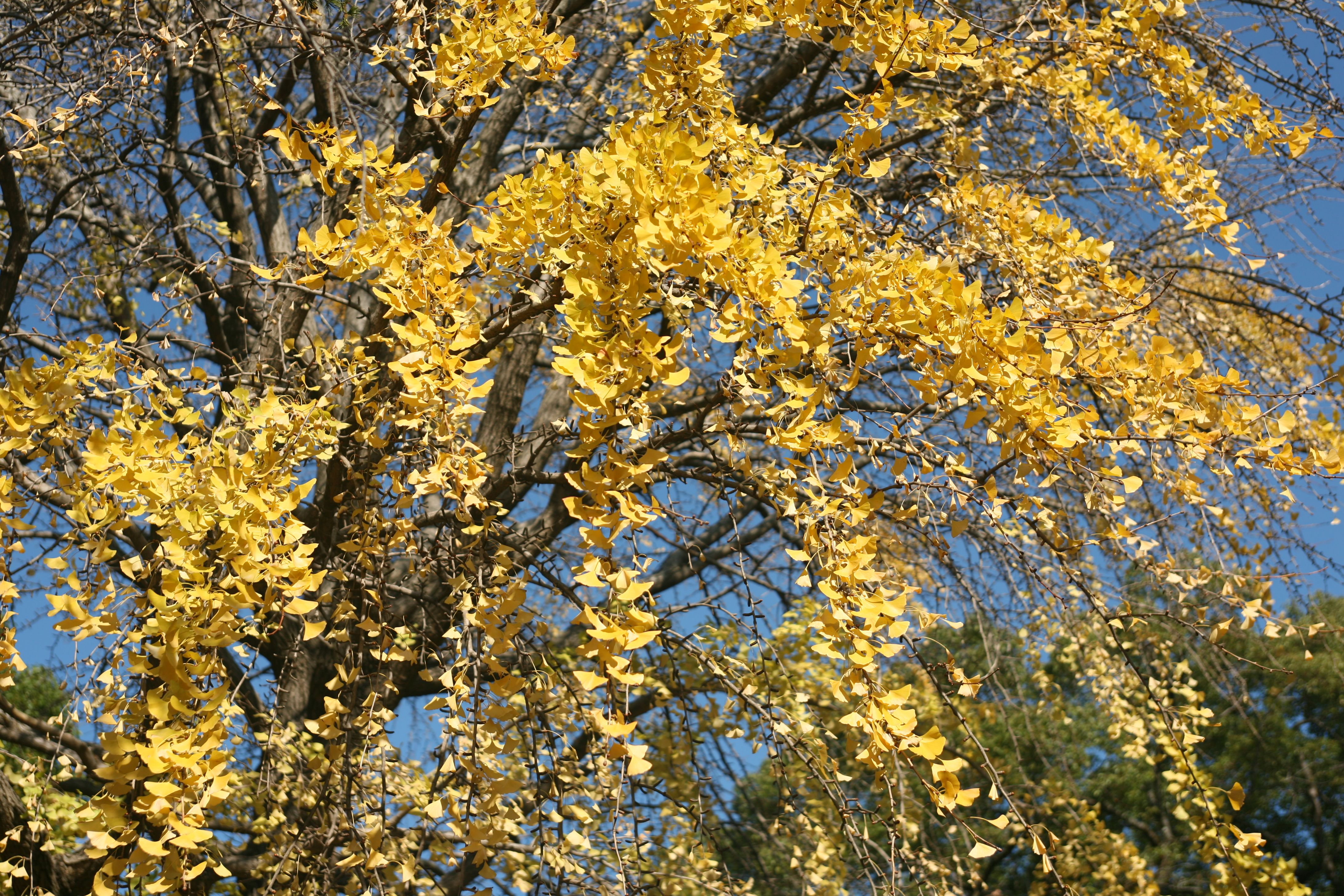
黄葉。
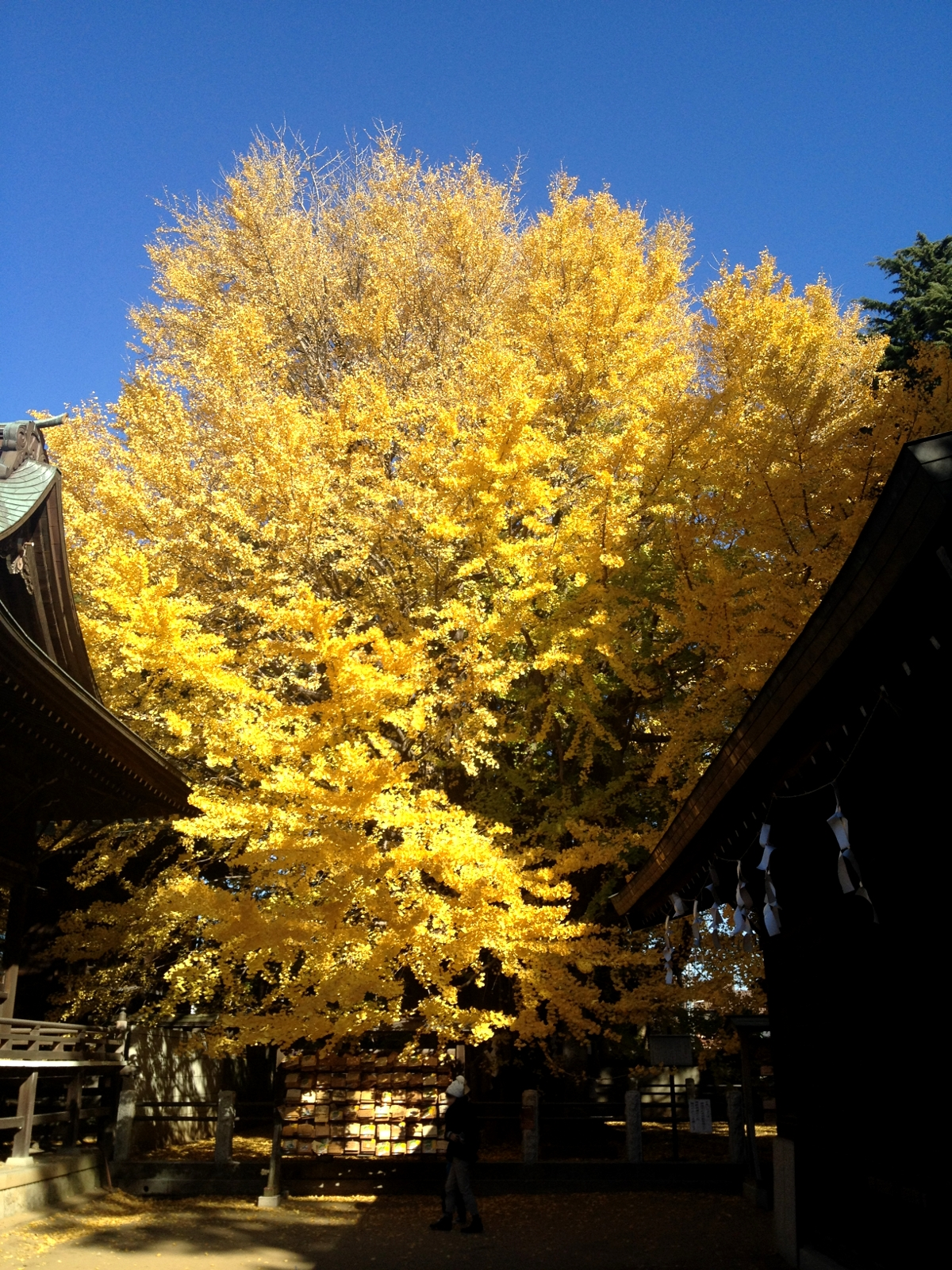
黄葉。

## 交通アクセス
所在地
- 千葉県市川市八幡4-2-1[8]。

交通
- JR総武本線・都営地下鉄新宿線本八幡駅下車。徒歩10分[10]。
- 京成本線京成八幡駅下車。徒歩5分[10]
- 京葉道路京葉市川インターチェンジより車で約15分[10]